# Ferdinand van Majorca
Ferdinand van Majorca (Perpignan, circa 1278 - Manolada, 5 juli 1316) was een infant van het koninkrijk Majorca. Hij behoorde tot het huis Barcelona.

## Levensloop
Ferdinand was de derde zoon van koning Jacobus II van Majorca uit diens huwelijk met Esclaramunda, dochter van graaf Rogier IV van Foix.
Hij leidde het rusteloze leven van een soldaat en commandeerde in opdracht van koning Jacobus II van Majorca de Catalaanse Compagnie in Griekenland. Daar streed hij met andere soldaten om de leiding van de Compagnie en ondertussen werd hij ook gevangengenomen door de Venetiërs. Na zijn vrijlating in 1310 vocht hij in Spanje tegen de Moren.
In 1313 ging hij naar Sicilië om er te trouwen met Isabella van Sabran (1297-1315). Zij was een dochter van Margaretha van Villehardouin, die haar aanspraken op het vorstendom Achaea liet gelden tegen haar nicht Mathilde van Henegouwen en dier echtgenoot Lodewijk van Bourgondië. Bij het huwelijk stond Margaretha haar aanspraken af aan Isabella en Ferdinand. Zowel zijn schoonmoeder als echtgenote stierven in 1315, waarop Ferdinand met een klein leger naar Griekenland trok, Glarentza innam en zich namens zijn minderjarige zoon Jacobus tot regent van Achaea proclameerde. Hij hertrouwde er met Isabella van Ibelin, dochter van Filips van Ibelin, seneschalk van Cyprus. In het voorjaar van 1316 keerden Mathilde van Henegouwen en Lodewijk van Bourgondië met de steun van de Venetiërs evenwel terug naar Griekenland, waar ze een leger samenstelden en het tegen Ferdinand van Majorca gingen opnemen. Op 5 juli 1316 werd hij verslagen in de Slag bij Manolada, waarbij hij ook het leven liet.

## Nakomelingen
Ferdinand en zijn eerste echtgenote Isabella van Sabran kregen een zoon:
- Jacobus III (1315-1349), koning van Majorca

Ferdinand en zijn tweede echtgenote Isabella van Ibelin kregen eveneens een zoon, die postuum werd geboren:
- Ferdinand (1317-1343/1347), huwde met Eschiva, dochter van koning Hugo IV van Cyprus